# نهر كافالي
نهر كافالي (بالإنجليزية: Cavally)‏ (ويعرف أيضاً باسم كافالا) هو نهر في غرب إفريقيا ويمر عبر عدة دول إفريقية.
ينبع هذا النهر من شمالي جبل نيمبا في غينيا ليمر عبر ساحل العاج وليبيريا ليعود مرة أخرى إلى الحدود مع ساحل العاج، ليصب في خليج غينيا في المحيط الأطلسي. يبلغ طول النهر 515 كم، وهو أطول أنهار ليبيريا.